# 妻の定年
『妻の定年』（つまのていねん）は、1983年10月31日～12月30日にTBS「花王 愛の劇場」枠にて放送された昼ドラマである。全45話。

## 概要
長沢和子（水野久美）の主婦生活は順調だった。息子・了介（長谷川初範）、娘・みゆき（山本郁子）共に結婚して独立しており、やがて夫・英介（中条静夫）と夫婦水入らずの生活が始まろうとしていた。英介は3年後に定年退職を迎える予定だ。ある日、その英介が退職金を500万円会社から前借りしていることが発覚した。驚いた和子は英介に事情を問い質した。「あの金は友人に貸した。定年までには元通りにする」英介はそう言って和子に詳しい説明をしようとしなかった。それを契機に、和子は英介に対して不信感を募らせてゆく毎日が始まった。
一方、英介の側にも妻に対して事情を打ち明けられない苦悩の毎日が続いていた。勤務していた会社が、3年先だった筈の定年を突如前倒しして通告してきたのだ。500万円を貸したのは英介の初恋の人・志津の娘・悠子（黒田福美）であった。悠子が小料理屋を持つための開業資金を工面してやったのだ。商売は順調で、3年後には予定通り返済して貰えるだろう。しかし、突然の定年辞令で英介はスッカリ困り果ててしまった。
英介は妻・和子には出張と称して1週間の旅行に旅立って行った。実はこの旅行、出張というのは偽りで会社には休暇届を出していた。関西に住む旧友たちを訪ねて、金策に走るのが目的なのだ。英介は大学時代の同窓生・森口（高原駿雄）と再会した。森口との間には因縁があった。志津を巡って決闘したことのある恋敵だったのだ。今は商売で成功している森口は、英介の事情を察して快く金を貸してくれた。
目的を達した英介は、悠子と共に志津の墓参りに訪れた。悠子は英介のことを慕っていた。悠子はその気持ちを英介に打ち明けたが、英介は心揺れながらもそれを断ってしまうのだった。その頃、和子の元に英介の会社の部下が訪れていた。近く結婚するのでその仲人を引き受けて欲しいという依頼だった。和子は、出張が嘘であること、定年の辞令を前倒しして受けていたことと、英介の隠していた秘密を次々知ってしまい混乱するのだった。
約束の1週間が過ぎた。英介は結局旅行先からそのまま会社に出勤してしまった。待惚けを食わされて怒った和子は、家を飛び出して実家に帰ってしまうのだった。
その頃、和子の実家・生沼家でも大騒動が持ち上がっていた。和子の弟・志郎（中山克己）の妻・まき子（藤宏子）が、男を作って駆け落ちしてしまったのだ。そして、その男の妻・美沙子（十勝花子）が娘を伴ってやって来た。「夫が蒸発してアパートから追い出されて住居を失ってしまった。主人が帰って来るまで、生沼家に厄介になりたい」美沙子は無茶苦茶な理屈で生沼家に転がり込んできた。戸惑う和子を尻目に、お人好しの志郎はその申し出を引き受けてしまった。
こうして、志郎は女房の駆け落ち相手の妻子と同居生活を始めてしまうのだった。

## キャスト
- 主人公・長沢和子：水野久美
- 和子の夫・長沢英介：中条静夫
- 和子の息子・長沢了介：長谷川初範
- 和子の娘・沢田みゆき：山本郁子

- 和子の友人・井田京子：桜田千枝子
- 英介の友人・井田順一郎：上田忠好
- お茶漬け屋の女将・柴田悠子：黒田福美
- バーのホステス・ミニスカートの女：小松原貴代

- 了介の妻・長沢奈緒子：荒木路
- 奈緒子の母・岸井房江：長谷川待子
- 奈緒子の父・岸井俊三：永井秀明

- 英介の旧友・森口：高原駿雄
- 英介の旧友・石渡：加藤和夫

- 和子の弟・生沼志郎：中山克己
- 志郎の妻・生沼まき子：藤宏子
- 和子の父・生沼謙作：日野道夫

- まき子の男・新谷治：岸本功
- まき子の男の妻・新谷美沙子：十勝花子

- 和子の幼馴染・斉藤竜男：石濱朗
- 竜男の恋人・寺西里子：なかはら五月

- みゆきの夫・沢田省吾：草間昇吾
- 省吾の父・沢田正也：守田比呂也
- 省吾の母・沢田とき子：志賀真津子

- 英介の部下・仁科紀子：大川かつ子
- 英介の部下・山崎保：古澤一朗

- 大滝老人：柳谷寛
- 大滝夫人：磯村千花子
- 大滝信夫：平林尚三
- 柏原芳夫：三田村賢二

- デコパージュ職人・丸橋：松尾文人
- 丸橋夫人：高山真樹

- デコパージュ指導：平林節子

## スタッフ
- プロデューサー - 前田満州夫、榎本冨士夫（現・榎本富士夫）、井上博(TBS)
- 脚本 - 佐藤繁子（現・松平繁子）
- 音楽 - ディリー広田
- 演出 - 今井雄五郎、新津左兵
- 製作 - 国際放映、TBS

## 主題歌
- 『旅する人々に』　歌：芹洋子（キングレコード）
  - 作詞・作曲：荒木一郎、編曲：青木望

## 備考
1983年11月7日放送の第6話は、日本シリーズの雨天順延の影響により、17:00 - 17:30に放送された。
福島県では、第25話までは福島テレビで14:00 - 14:30に遅れネットで放送していたが、第26話からテレビユー福島へ放映権が移行したと同時に、2か月ぶりに福島県における『花王 愛の劇場』枠の同時ネットが復活した。 